# Äkta delare
Inom talteorin är en äkta delare till talet n, ett heltal som delar n men är skiljt från n, -n, 1 och -1. 
Exempel:
- Delare till talet 12 är -12, -6, -4 -3, -2, -1, 1, 2, 3, 4, 6, 12
- Positiva delare till talet 12 är 1, 2, 3, 4, 6, 12
- Äkta delare till talet 12 är -6, -4, -3, -2, 2, 3, 4, 6

Talen 1, -1, n och -n kallas triviala delare till n.